# Katrin Müller-Walde
Katrin Müller-Walde (* 6. März 1964) ist eine deutsche Journalistin.

## Beruflicher Werdegang
Nach ihrem Diplom in Volkswirtschaft 1988 arbeitete sie als Ansagerin für das Fernsehen der DDR. Nach dem Mauerfall begann sie ihre berufliche Karriere beim Deutschen Fernsehfunk als Moderatorin verschiedener aktueller Sendungen wie den Nachrichten der Aktuellen Kamera, Das Abendjournal; in Zusammenarbeit mit dem SFB moderierte sie auch die populärwissenschaftliche Sendung Kopfball. 1991 holte das ZDF sie nach Mainz. Auch dort war sie als Filmautorin, Moderatorin und Reporterin tätig, zunächst für FM – Das Familienmagazin. Filmbeiträge produzierte sie unter anderem für die aktuellen politischen Formate länderjournal, Frontal, heute und heute nacht. Das länderjournal, die Nachfolgesendung der tele-illustrierten, moderierte sie von 1991 bis 1993. Ab 1993 präsentierte Müller-Walde sechs Jahre lang die Hauptausgabe der heute-Sendung um 19:00 Uhr. 1998 wurde sie zur Redaktionsleiterin berufen, in diesem Jahr beendete sie auch ihre Mitarbeit der Sendung; unter ihrer Leitung entstand die Sendung Volle Kanne. 1997 erhielt sie den Fernsehpreis Das Goldene Kabel.
In der letzten Sendung kündigte sie zwar an, in Zukunft weiterhin im ZDF zu sehen zu sein, dem folgte jedoch ein anderer Werdegang.
Im Jahr 2000 gründete Müller-Walde das Medienberatungsunternehmen MW&P Consulting. Sie übernahm 2001 im Rahmen ihrer Funktion als Geschäftsführerin eine Dozentur im Fachbereich Marketing an der Hochschule für Technik und Wirtschaft Berlin. Parallel zu ihrer überwiegend beratenden Tätigkeit entstanden Publikationen in Universitas, Berliner Republik und Die Welt.
Von 2002 bis 2005 lebte und arbeitete sie in Washington, D.C. In dieser Zeit entstand auch das beim Campus-Verlag erschienene Buch Warum Jungen nicht mehr lesen und wie wir das ändern können, welches das Thema Jungenförderung in Deutschland in die öffentliche Diskussion brachte.
Zwischen 2005 und 2010 berichtete die Moderatorin über das aktuelle Zeitgeschehen im In- und Ausland, unter anderem für den Ereignis- und Dokumentationskanal Phoenix von ARD und ZDF. Im Hauptprogramm des ZDF betreut sie als Redakteurin im Bereich Kultur und Wissenschaft Primetime-Dokumentationen.

## Persönliches
Gemeinnützig unterstützte sie als Vorsitzende des Bundesvorstandes die Initiative Mentor – Die Leselernhelfer. 2005 gründete sie den hessischen Landesverband der Initiative, dem sie gut drei Jahre vorstand. 2009 wurde sie zur Vorstandsvorsitzenden des Bundesverbandes gewählt.
Katrin Müller-Walde ist die ehemalige Ehefrau des ZDF-Journalisten Thomas Walde.
Müller-Walde gehört darüber hinaus zu den Erstunterzeichnern und Gründungsmitgliedern der gemeinnützigen Initiative Pro Quote Medien, die 2011 als Schwarmbewegung gestartet war.
Seit 2012 ist sie stellvertretende Vorsitzende von Pro Quote Medien e. V.

## Werke
- 2005: Warum Jungen nicht mehr lesen und wie wir das ändern können. Campus Verlag, ISBN 3-593-37582-6
- 2006: Erscheinen der koreanischen Übersetzung von Warum Jungen nicht mehr lesen. ISBN 89-5602-613-0
- 2010: Erscheinen der komplett überarbeiteten Neuauflage von Warum Jungen nicht mehr lesen. ISBN 978-3-593-39250-9
- 2015: Besonders normal. Die verletzte Familie - Hannahs langer Weg. Film von Katrin Müller-Walde. ARD, 6. März 2015, abgerufen am 11. September 2021.